# Strand Bookstore

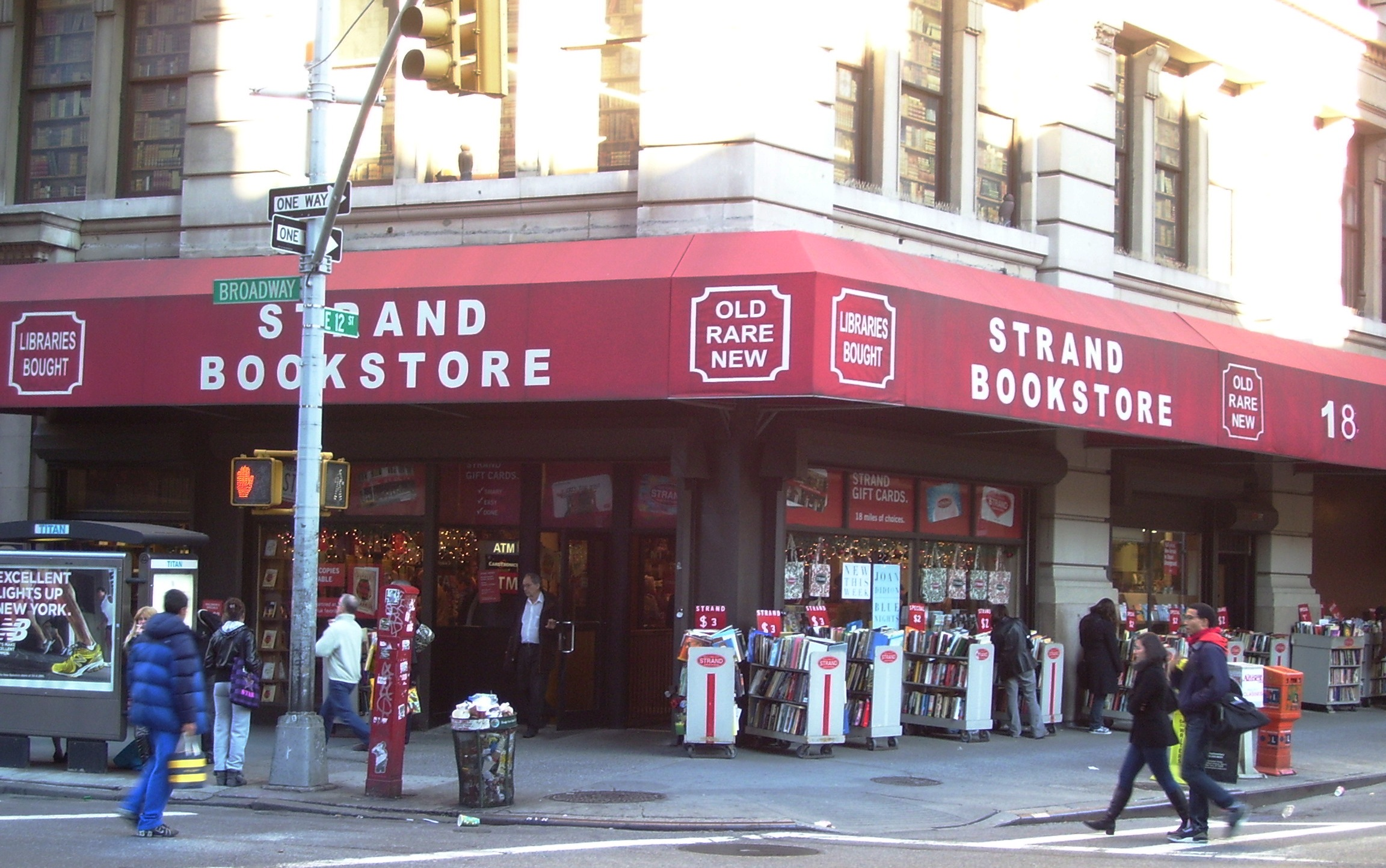
Strand Bookstore (2011)

Der Strand Bookstore ist eine 1927 durch Benjamin Bass gegründete unabhängige familieneigene Buchhandlung für gebrauchte Bücher am Broadway in New York City. Sie gilt mit ca. 5.100 m² als eine der weltweit größten Buchhandlungen und größte New Yorks.
Der Sohn vom Gründer, Fred Bass, übernahm den Laden 1956 und veranlasste wenig später den Umzug an den heutigen Standort, Broadway Ecke East 12th Street. Heute ist wiederum seine Tochter Nancy, verheiratet mit dem US-Senator Ron Wyden (Demokraten), Miteigentümerin. Der offizielle Werbeslogan lautet: „18 Miles Of Books“. Ende 2011 bot der Strand Bookstore, in dem 250 Mitarbeiter tätig sind, mehr als 2,5 Millionen Bücher auf drei Stockwerken an. Darüber hinaus existiert ein Kiosk am Central Park und der in den 1980er Jahren eröffnete Strand Book Annex, der heute im Financial District gelegen ist. Letzterer wurde 2008 wieder geschlossen.
Im Verkaufssortiment befinden sich u. a. auch ältere und teurere Bücher zu William Shakespeare, eine Erstausgabe von Harriet Beecher Stowe's Onkel Toms Hütte und Bücher mit Original-Lithographien von Marc Chagall. Der Schriftsteller David Markson vermachte 2010 seine Privatbibliothek der Buchhandlung.
Bekannte Rock-Musiker arbeiteten in der Buchhandlung wie beispielsweise Patti Smith und Tom Verlaine. Die Rockband Steely Dan nahm den Strand Bookstore in einen ihrer Songtexte („What A Shame About Me“) auf. Weitere Rezeption erfuhr der Laden in den Spielfilmen Julie & Julia und Remember Me – Lebe den Augenblick sowie in der Kurzgeschichte von Joyce Carol Oates „Three Girls“.
2020 erlitt die Buchhandlung im Zuge der COVID-19-Pandemie in New York City Umsatzeinbußen von ca. 70 % und musste 118 ihrer 230 Mitarbeiter entlassen.